# Aplysilla arctica
Aplysilla arctica is een sponssoort die tot de familie Darwinellidae gerekend wordt. De wetenschappelijke naam van de soort werd voor het eerst geldig gepubliceerd in 1948 door Laubenfels.